# Herrschaft Damville
Die Herrschaft Damville (bezogen auf Damville in der Normandie) war seit dem 13. Jahrhundert im Besitz des Hauses Montmorency. Sie wurde im Jahr 1610 zum Herzogtum erhoben, ohne sich dauerhaft als solches etablieren zu können.

## Die Herren und Herzöge von Damville
- Gilbert I. Crespin († um 1060) Baron du Bec-Crespin, Seigneur de Damville et Bourth, Comte de Brionne, Capitaine de Tillières
- Mathieu IV. de Montmorency († wohl 1305), Sire de Montmorency, d’Écouen, d’Argentan et de Damville, Admiral von Frankreich, Großkammerherr von Frankreich
- Mathieu V. de Montmorency († nach 1310), Sire de Montmorency, d’Écouen et de Damville, dessen Sohn
- Jean I. de Montmorency († 1325), Sire de Montmorency, d’Écouen, de Damville, d’Argentan etc., dessen Bruder
- Charles I. de Montmorency († 1381), Sire de Montmorency, d’Écouen, de Damville, d’Argentan etc., Marschall von Frankreich, dessen Sohn
- Jeanne de Montmorency († nach 1368), Dame de Damville, dessen Tochter; ⚭ Gui de Laval, Seigneur de Challouyau etc
- Jacques de Montmorency († 1414), Sire de Montmorency, d’Écouen, de Damville etc., deren Bruder
- Jean II. de Montmorency († 1477), Sire et Baron de Montmorency, d’Écouen, de Damville etc., dessen Sohn,
- Guillaume de Montmorency († 1531), Sire et Baron de Montmorency, d’Écouen, de Damville etc., dessen Sohn; ⚭ Anne Pot († 1510), Dame de La Rochepot, de Damville etc., Tochter von Guy Pot, Comte de Saint-Pol, Seigneur de Damville etc.
- Anne de Montmorency († 1567), Duc de Montmorency, Pair de France, Comte de Beaumont-sur-Oise, Comte de Dammartin etc., Baron de Damville, Marschall von Frankreich, dessen Sohn
- Charles de Montmorency, duc de Damville († 1612), genannt Seigneur de Damville, 1610 Duc de Damville, dessen Sohn
- Henri I. de Montmorency († 1614), genannt Henri de Damville, Duc de Montmorency, Pair de France etc., dessen Bruder
- Henri II. de Montmorency († 1632), Marschall von Frankreich, Vizekönig von Neufrankreich, dessen Sohn
- Marguerite de Montmorency († 1660), Dame de Damville, dessen Schwester; ⚭ Anne de Lévis, 2. Duc de Ventadour († 1622)
- François Christophe de Lévis († 1661), Comte de Brion, 1648 Duc de Damville, Vizekönig von Neufrankreich, deren Sohn
- Louis II. de Bourbon, prince de Condé († 1686), Herzog von Enghien, Albret, Bourbon, Montmorency, Châteauroux, Bellegarde, Damville, Beaupréau und Fronsac
- Louis-Alexandre de Bourbon, comte de Toulouse († 1737), Herzog von Damville, Penthièvre, Châteauvillain und Rambouillet, unehelicher Sohn Ludwigs XIV.

1719 kauft Marie-Madeleine de La Vieuville († 1755), die Mätresse des Regenten Philippe II. de Bourbon, duc d’Orléans das Herzogtum Damville (ohne den Titel)

## Die Herzöge von Anville
Die Herzöge von Damville sind zu unterscheiden von den Herzögen von Anville (Ducs d’Anville, ältere Schreibweise Enville, zu Anville in der Charente):
- Jean-Baptiste de La Rochefoucauld de Roye († 1746), Duc d’Anville
- Marie Louise Nicole de La Rochefoucauld († 1797), dessen Ehefrau und Witwe, bekannt als Duchesse d’Anville, Tochter von Alexandre de La Rochefoucauld, Duc de La Rochefoucauld
- Louis-Alexandre de La Rochefoucauld († 1792), Duc d’Anville, 1762 Duc de La Rochefoucauld, deren Sohn